# 엘리펀트 (2003년 영화)
엘리펀트(Elephant)는 1999년 4월 20일 발생한 콜럼바인 고등학교 총기 난사 사건을 소재로 한 미국의 미니멀리즘 영화다.

## 줄거리
영화는 평범한 고등학생들의 일상을 보여주며 시작된다. 알코올 중독 아버지 때문에 힘든 존, 사진 포트폴리오를 만드는 일라이어스, 자신의 외모에 불안감을 느끼는 미셸, 섭식 장애를 가진 니콜, 브리타니, 조던, 인기 운동선수 네이선과 그의 여자친구 캐리, 그리고 게이-스트레이트 연합 모임에 참석하는 아카디아 등 다양한 학생들이 등장한다.
이들과 별개로 알렉스와 에릭은 학교에서 총격 사건을 계획하고 준비한다. 그들은 온라인으로 무기를 주문하고, 공격 계획을 세우는 모습이 과거 회상 장면을 통해 드러난다. 영화는 이들이 학교에서 총을 난사하는 날, 알렉스와 에릭은 학교에 도착하여 존에게 학교에서 나가라고 경고한다. 존은 다른 사람들에게 이 사실을 알리려 하지만 대부분은 그의 말을 듣지 않는다. 알렉스와 에릭은 폭탄을 터뜨리려 하지만 실패하자 무차별 총격을 시작한다. 도서관에서 미셸이 총에 맞아 죽고, 다른 학생들은 혼란에 빠진다.
알렉스와 에릭은 학교 양쪽 끝으로 나뉘어 총격을 계속한다. 알렉스는 여자 화장실에서 조던, 니콜, 브리타니를 죽이고, 복도에서 한 학생을 사살한다. 게이-스트레이트 연합 모임 학생들은 창문으로 탈출하지만, 아카디아는 충격으로 얼어붙는다. 흑인 학생 베니가 그녀를 도와 탈출시키고, 총격범들을 찾으러 나선다. 한편, 학교 밖에서 존은 술에서 깬 아버지를 만난다. 교장 루스는 에릭에게 붙잡히고, 그를 설득하려 하지만 결국 사살당한다.
알렉스는 식당에서 혼자 앉아 음료를 마시고, 에릭과 만나 대화를 나눈 후 에릭을 총으로 쏴 죽인다. 마지막 장면에서 알렉스는 냉동고에 숨어 있던 네이선과 캐리를 발견하고 ‘에니 미니 마이니 모’ 게임을 하며 누구를 먼저 죽일지 결정하려는 모습에서 영화는 끝나고, 결말은 불분명하게 남는다.

## 출연

### 주연
- 알렉스 프로스트
- 에릭 두런

### 조연
- 존 로빈슨
- 엘리어스 맥코넬
- 캐리 핑클레아
- 니콜 조지

## 기타
- 협력프로듀서: 제이 헤르난데즈
- 배역: 말리 핀
- 배역: 대니 스톨츠

## 같이 보기
- 에릭 해리스와 딜런 클리볼드